# Собольщиков-Самарин, Николай Иванович
Никола́й Ива́нович Собо́льщиков-Сама́рин (настоящая фамилия Собольщиков; 28 марта [9 апреля] 1868, Санкт-Петербург — 20 июля 1945, Горький) — русский и советский театральный режиссёр, актёр, антрепренёр, педагог, театральный деятель. Народный артист РСФСР (1934). Герой Труда. Награждён орденом Ленина (1940).

## Биография
Родился в крестьянской семье 9 апреля (28 марта по старому стилю) 1868 года.
В раннем возрасте начал выступать в любительских спектаклях. С 1883 года играл и ставил спектакли на клубных сценах Санкт-Петербурга и его пригородов. С 1884 года выступал в театрах Петрозаводска и Новгорода. В 1892 году был актёром и режиссёром петербургского Василеостровского театра для рабочих.
В августе этого же года уехал в Нижний Новгород, где выступал на сцене и занимался режиссурой (1892—1899), спустя год организовал на паях Товарищество артистов под своим руководством. В 1897 году арендовал новое театральное здание и стал антрепренёром. В 1901—1907 годах создал оперную и драматическую труппы в Саратове и Казани, гастролируя с ними по разным городам России. Держал антрепризу в Астрахани, три года работал антрепренёром в Ростове-на-Дону. Работал также в Твери, Ярославле, Екатеринодаре, Самаре, Симбирске, Царицыне и Одессе (1917—1924), где его застала революция.
Весной 1917 года Н. И. Собольщиков-Самарин открыл в Одессе театр революционной сатиры «Вронсобсам» (совместно с В. М. Вронским), а летом миниатюр «Улыбки». В 1921 году, после ухода интервентов, был назначен директором и главным режиссёром Одесского театра. В 1924 год переехал в Нижний Новгород, где работал всю оставшуюся жизнь как актёр, режиссёр, художественный руководитель и консультант.
Умер в Горьком. Похоронен на Бугровском кладбище.

### Семья
- Первая жена — Елизавета Николаевна Потапова (Аполлонская) (ум. 1896)
- Вторая жена — Славатинская, Инна Евгеньевна (ум. 1929).
- Дочь — Собольщикова-Самарина Антонина Николаевна (1892—1971).

## Творческая деятельность
Пропагандировал и развивал систему Станиславского и одновременно «левый театр». Собольщиков-Самарин был редким режиссёром, который, работая в провинции, был известен всему русскому театральному миру. Он стремился поднять уровень театральной культуры провинции. Много занимался просветительской деятельностью, пытаясь привлечь к театру самые широкие круги публики, для чего устраивал спектакли по сниженным ценам или бесплатно. Обращался преимущественно к классическим произведениям и лучшим пьесам современного репертуара. Как режиссёр поставил почти все пьесы А. П. Чехова, 15 пьес Островского. Кто-то из театральных работников назвал Самарина «Островским русской режиссуры». Особым успехом пользовались его постановки горьковской драматургии. Он дважды ставил спектакль «Мещане» (1903, 1927), и оба раза его постановка считалась лучшей для своего времени. Спектакль шёл бессменно в течение 10 лет. Среди известных его работ — «Ревизор» (1927), «Вишнёвый сад» (1929). Многочисленные ученики Собольщикова-Самарина ездили по стране, играли и ставили пьесы Горького, продолжая и обобщая опыт своего учителя.
Его постановки отличала яркость театрального языка, романтическая приподнятость, тщательность разработки характеров, психологическая достоверность образов, ансамблевость исполнения.
Он автор многочисленных сказочных феерий и пьес для детей и юношества, которые писал под псевдонимом Кот Мурлыка.

Мемориальная доска работы А. В. Кикина в Нижнем Новгороде, ул. Минина, 5

Творческий метод Н. И. Собольщикова-Самарина связан с традициями последовательного сценического реализма Малого театра. Талант его отличался демократичностью, жизненной полнокровностью, сочными, яркими красками. Как режиссёр Н. И. Собольщиков-Самарин был сторонником большой активности сценического действия, добивался действенного изображения характера. Соединяя в себе таланты режиссёра-реалиста и великолепного организатора, Самарин всегда бережно ценил актёрскую индивидуальность, делал актёрскую работу основой спектакля, не подавляя личности актёра, не нарушая его творческой самобытности. Вместе с, тем, относясь к искусству с благоговением, как к суровому долгу и единственному содержанию своей жизни, он предъявлял актёрам большие требования и поддерживал высокую дисциплину творческого труда в коллективе. Здоровый оптимизм, брезгливая ненависть ко всякой мещанской слякоти и ограниченности, непосредственность, богатая и широкая чисто народная фантазия, любовь к ярким краскам и сочный юмор - все эти свойства режиссёрского дарования Самарина придавали ему истинно русский, демократический характер, чем-то сходный с вольным течением великой русской реки, на берегах которой прошла жизнь артиста.Алексеева А. Н.

## Память
- Премия имени Н. И. Собольщикова-Самарина — самая почётная театральная награда Нижегородской области. Её удостаиваются деятели театрального искусства, внесшие значительный вклад в развитие культуры, чьи выдающиеся работы стали образцами высокого художественного творчества[5].

## Сочинения
Написал книгу о русской дореволюционной театральной провинции:
- Записки. — Горький, 1940.